# Тедді Сірс
Тедді Сірс (англ. Teddy Sears; нар. 6 квітня 1977, Вашингтон, США) — американський актор. Відомий своїми ролями доктора Остіна Ленгхема в історичному драматичному серіалі Showtime «Майстри сексу» та суперлиходія DC Comics Гантера Золомона/Зума в телесеріалі «Флеш».

## Біографія
Народився у Вашингтоні, округ Колумбія, та виріс у Чеві-Чейз, штат Меріленд. Навчався у середній школі Лендона в Бетесді, штат Меріленд. Сірс грав у футбол за Університет Меріленду, але перевівся та закінчив Університет Вірджинії зі ступенем з управління бізнесом у 1999 році.

## Кар'єра
Його бізнес-кар'єра в Нью-Йорку була призупинена, оскільки він отримав роль на своєму першому прослуховуванні за дворічним контрактом у денному серіалі «Одне життя, щоб жити». Потім, після кількох появ у франшизі «Закон і порядок: Спеціальний корпус» та «Вупі», він навчався в студії Вільяма Еспера. Це навчання призвело до комедійних ролей у «Пізньому шоу з Девідом Леттерманом» та «Пізній ночі з Конаном О'Браєном».
Знявся в оригінальному серіалі каналу TNT «Адвокатська практика», в ролі Річарда Патріка Вулслі.
Пізніше він з'явився у телесеріалі «Клуб ляльок» та телефільмі студії Lifetime «Список клієнті», та у ролі Томаса Коула у фільмі «Захисники».
У 2013 році приєднався до акторського складу драми Showtime «Майстри сексу». З 2015 по 2023 рік виконував повторювану роль у телесеріалі «Флеш» на каналі The CW. У 2017 році зіграв головну роль Кіта Маллінза у телесеріалі «24: Спадок».
У 2020 році з'явився на благодійному шоу Джорджа Лукаса «Студія 60 на Сансет-Стрип» присвяченому марафону на Сансет-Стріп.

## Особисте життя
5 жовтня 2013 року одружився з акторкою Міліссою Скоро. У вільний час займається серфінгом та грає в хокей. У нього є два брати, Крістіан та Рікі, і сестра Дана.
Його прадід виграв золоту медаль на Олімпійських іграх 1912 року зі стрільби з пістолета, а його тітка виграла бронзову медаль на Олімпійських іграх 1956 року на дистанції 100 ярдів батерфляєм

## Фільмографія
| Рік       |    | Українська назва                          | Оригінальна назва                   | Роль                 |
| --------- | -- | ----------------------------------------- | ----------------------------------- | -------------------- |
| 2001      | ф  | Остання війна                             | To End All Wars                     | Десантник            |
| 2001      | с  | Секс і місто                              | Sex and the City                    | Хлопець з показу мод |
| 2001      | с  | Одне життя, щоб жити                      | One Life to Live                    | Чед Беннет           |
| 2003      | с  | Закон і порядок: Спеціальний корпус       | Law & Order: Special Victims Unit   | Джош Санфорд         |
| 2004      | с  | Вупі                                      | Whoopi                              | Офіціант             |
| 2004      | с  | Закон і порядок: Злочинні наміри          | Law & Order: Criminal Intent        | Тедді                |
| 2005      | ф  | Між тим                                   | The Legacy of Walter Frumm          | Кен                  |
| 2005      | ф  | Спадщина Вальтера Фрумма                  | In Between                          | Стівен               |
| 2006      | кф | Коса Белла                                | Cosa Bella                          | Чоловік              |
| 2006      | с  | Правосуддя                                | Justice                             | Грег Голл            |
| 2006      | с  | Студія 60 на Сансет-Стрип                 | Studio 60 on the Sunset Strip       | Даррен Веллс         |
| 2006      | с  | CSI: Місце злочину. Маямі                 | CSI: Miami                          | Пітер Кінкелла       |
| 2006—2007 | с  | Не краса по-американськи                  | Ugly Betty                          | Гантер               |
| 2007      | ф  | Пожежний пес                              | Firehouse Dog                       | Торранс Кан          |
| 2007      | с  | Детектив Рейнс                            | Raines                              | Мітчелл Паркс        |
| 2007      | с  | Велике кохання                            | Big Love                            | Грег Мамуелсон       |
| 2007      | с  | Божевільні                                | Mad Men                             | Кікс Матертон        |
| 2008      | ф  |                                           | Os Desafinados                      | Крутий ньюйоркер     |
| 2008      | с  | Автолюбителі                              | Carpoolers                          | Красивий чоловік     |
| 2008      | с  | Лас-Вегас                                 | Las Vegas                           | Браян Тулл           |
| 2008      | с  | Правила спільного життя                   | Rules of Engagement                 | Дрейк                |
| 2008      | с  | Хто така Саманта?                         | Samantha Who?                       | Бред                 |
| 2008—2009 | с  | Адвокатська практика                      | Raising the Bar                     | Річард Воулзлі       |
| 2009      | ф  | Самотній чоловік                          | A Single Man                        | Містер Струнк        |
| 2009      | с  | Клуб ляльок                               | Dollhouse                           | Майк                 |
| 2010      | с  | Закон і порядок: Спеціальний корпус       | Law & Order: Special Victims Unit   | Гаррет Блейн         |
| 2010      | ф  | Весілля на задньому дворі                 | Backyard Wedding                    | Еван                 |
| 2010      | тф | Список клієнтів                           | The Client List                     | Рекс Гортон          |
| 2010—2011 | с  | Захисники                                 | The Defenders                       | Томас Коул           |
| 2011      | с  | На виду                                   | In Plain Sight                      | Том Кулпак           |
| 2011      | с  | Необхідна жорстокість                     | Necessary Roughness                 | Боббі Калдвелл       |
| 2011      | с  | Торчвуд: День Чуда                        | Torchwood: Miracle Day              | Блакитноокий чоловік |
| 2011      | с  | Американська історія жаху: Будинок-убивця | American Horror Story: Murder House | Патрік               |
| 2011      | с  | Різзолі та Айлз                           | Rizzoli & Isles                     | Рорі Грем            |
| 2011—2012 | с  | Блакитна кров                             | Blue Bloods                         | Сем Скрофт           |
| 2012      | тф | Дрю Петерсон: Недоторканний               | Drew Peterson: Untouchable          | Майк Адлер           |
| 2012      | с  | Закон Гаррі                               | Harry's Law                         | Алан Беджлі          |
| 2012—2013 | с  | Парк авеню, 666                           | 666 Park Avenue                     | Гейден Купер         |
| 2013—2016 | с  | Майстри сексу                             | Masters of Sex                      | Остін Ленгейм        |
| 2015      | ф  | Крива лінія                               | Curve                               | Крістіан Лагтон      |
| 2015—2023 | с  | Флеш                                      | The Flash                           | Гантер Золомон/Зум   |
| 2016      | ф  | Дев'ять життів                            | Nine Lives                          | Джош Меєрс           |
| 2017      | ф  | Лів                                       | Liv                                 | Майкл                |
| 2017      | с  | 24: Спадок                                | 24: Legacy                          | Кіт Муллінс          |
| 2017      | тф | Різдво в Евергріні                        | Christmas in Evergreen              | Раян                 |
| 2018      | с  | Поза часом                                | Timeless                            | Лукас                |
| 2018      | с  | Як уникнути покарання за вбивство         | How to Get Away with Murder         | Ейб Шарман           |
| 2018—2022 | с  | Пожежники Чикаго                          | Chicago Fire                        | Кайл Шеффілд         |
| 2019—2020 | с  | Політик                                   | The Politician                      | Вільям Ворд          |
| 2021      | с  | Імпічмент: Американська історія злочинів  | Impeachment: American Crime Story   | Джим Фішер           |
| 2021      | с  | Спецназ                                   | S.W.A.T.                            | Тріп Гейч            |
| 2022      | с  | Американські історії жахів                | American Horror Stories             | Джеффрі              |
| 2022      | с  | Новобранець: Федерали                     | The Rookie: Feds                    | Джордж Райс          |
| 2023      | мф | Ліга Справедливості: Світ Війни           | Justice League: Warworld            | Воєначальник         |
| 2024—2025 | с  | Блискучі уми                              | Brilliant Minds                     | Джош Ніколс          |
| 2025      | с  | Нічний агент                              | The Night Agent                     | Ворен Стокер         |